# Zurych

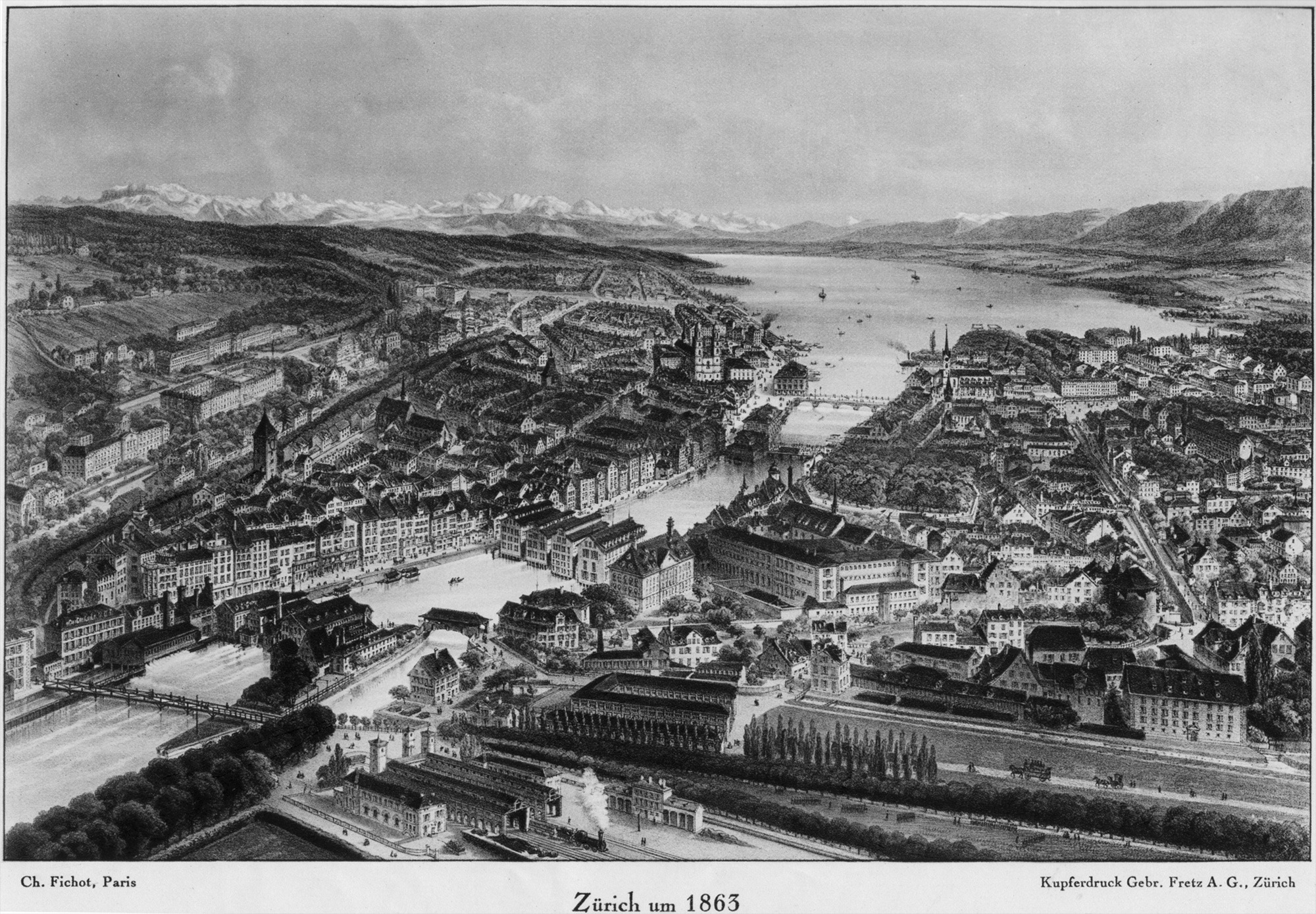
Zurych w XIX wieku

Stare Miasto w Zurychu

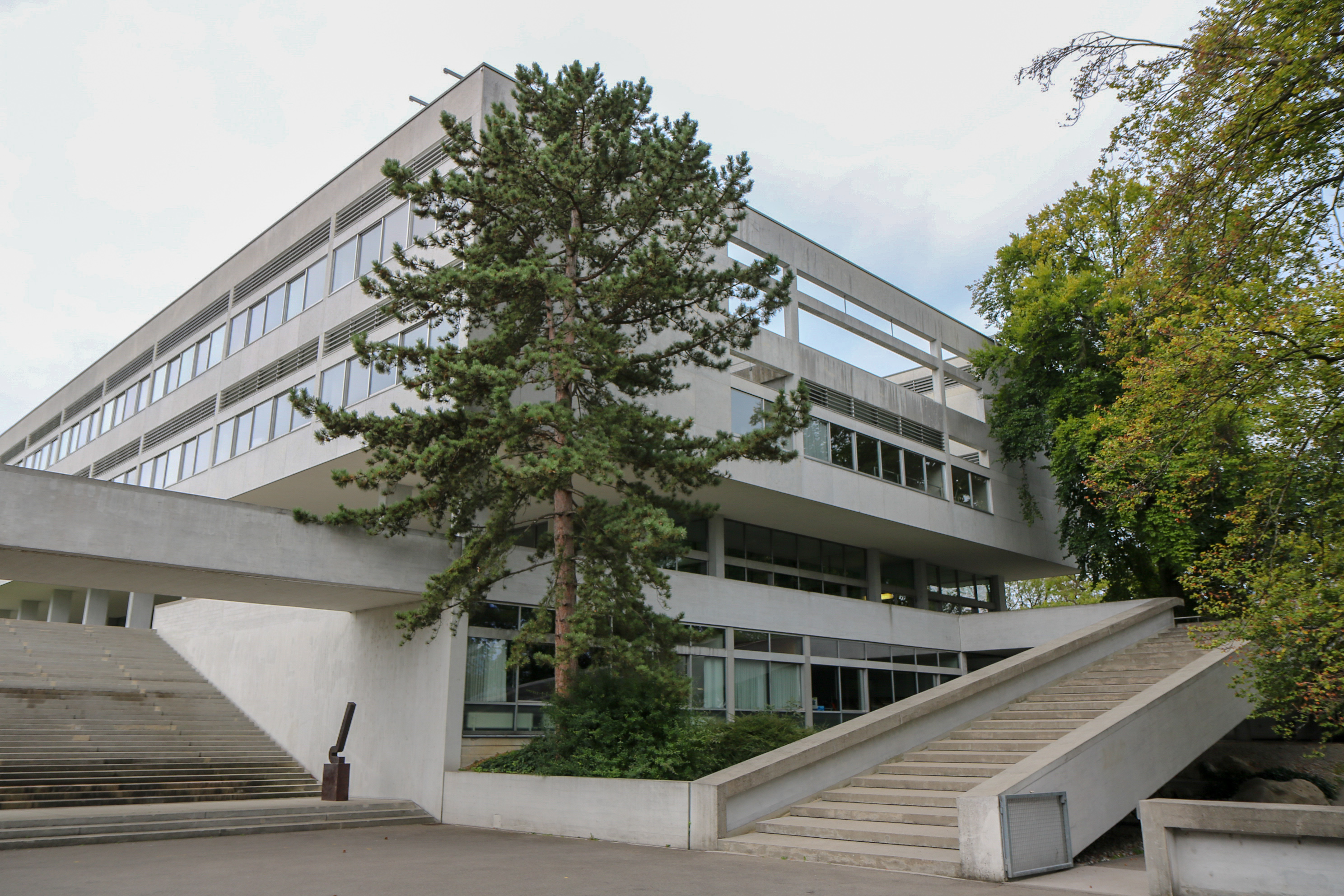
Szkoła w Zurychu, architekt Jacques Schader, 1960. W 1987 szkoła została wpisana do rejestru zabytków, ponieważ pomimo pozornie prostej formy charakteryzuje się wyjątkowymi rozwiązaniami funkcjonalnymi takimi jak okna wstęgowe, tarasy widokowe na dachach pozwalające na zupełną swobodę użytkowania oraz wbudowany amfiteatr, boisko, fontanna i fasada wykonana z białego wapienia. Podcienia są wsparte na słupach (fr. pilotis). Wiele pomieszczeń zostało dwustronnie doświetlonych. Widoczne jest duże zazielenienie terenu. Wysoka jakość wykonania w przeciwieństwie do typowych modernistycznych szkół budowanych masowo w Europie w XX w.

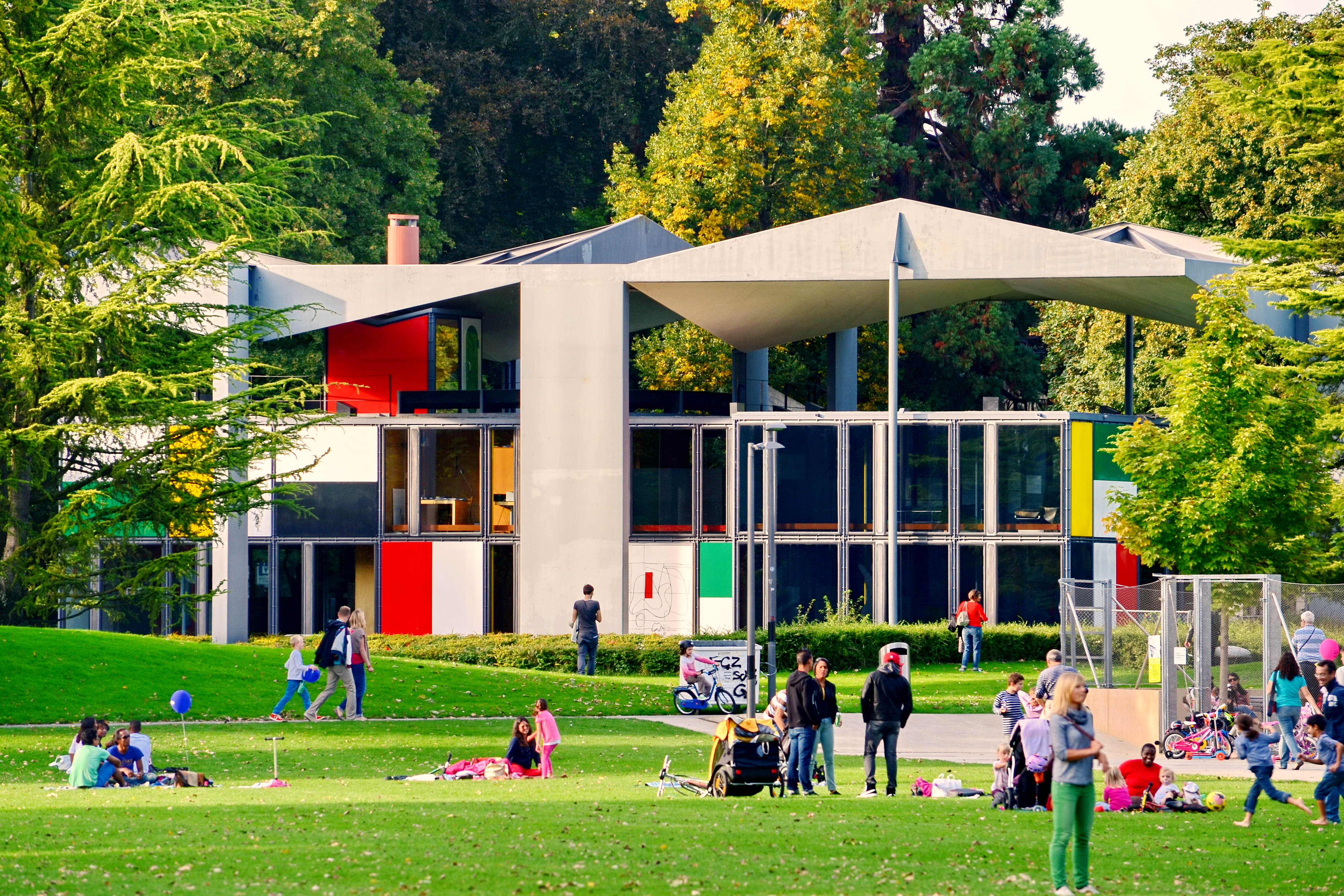
Muzeum sztuki nowoczesnej „Centre Le Corbusier”, zabytek, 1967

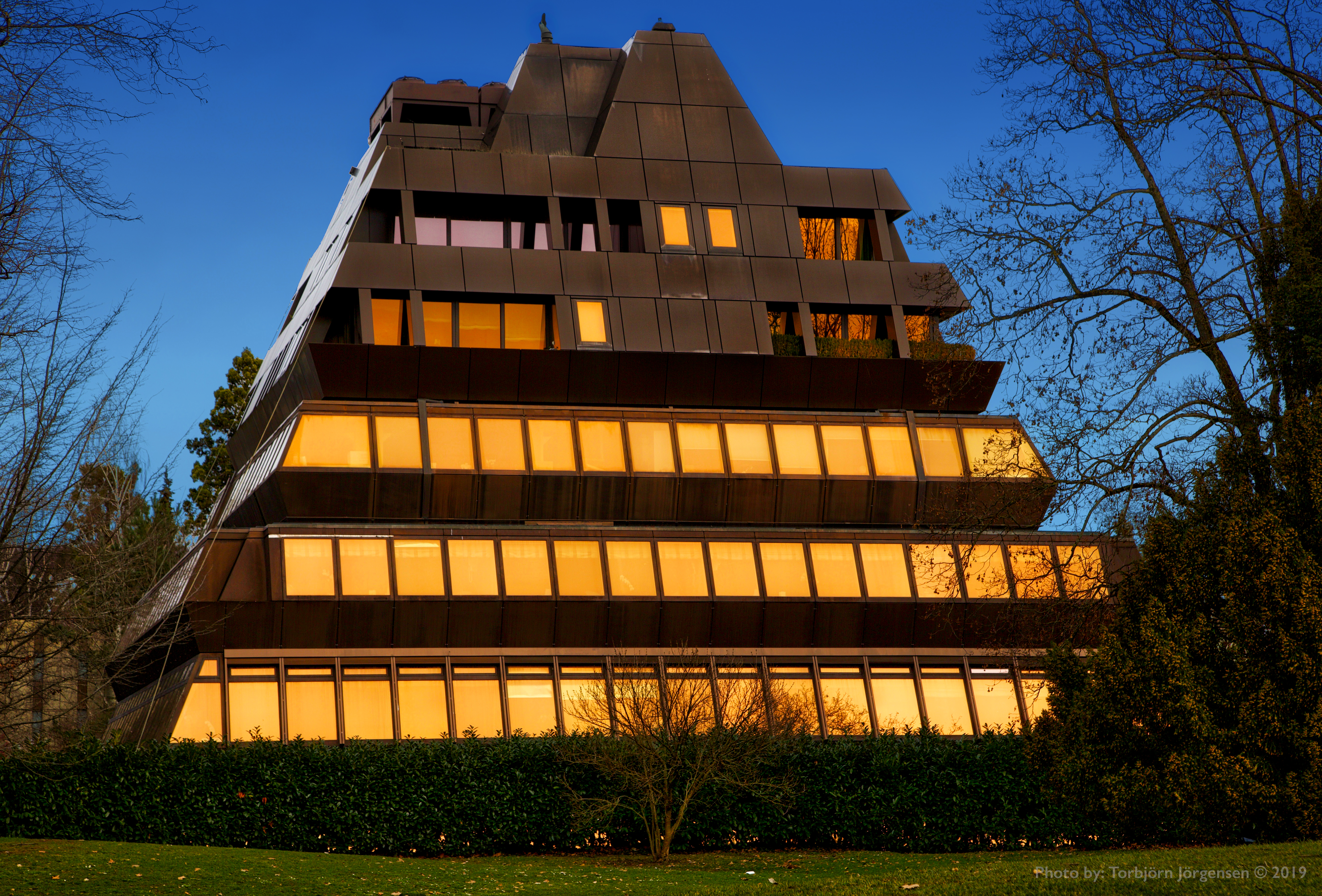
Ferrohaus, architekt Justus Dahinden, 1970. Piramida mieszkalno-biurowa, później przeznaczona na szpital, wykonana ze stali kortenowskiej w stylu brutalizmu, została wpisana do rejestru zabytków w 2021 r.

Zurych (niem. Zürich [ˈtsyːʁɪç], fr. Zurich [zyʁik], wł. Zurigo [dzuˈriːɡo], rm. Turitg [tuˈritɕ], gzu. Züri [ˈtsyɾi]) – miasto w północno-wschodniej Szwajcarii, stolica kantonu Zurychu oraz okręgu Zurych. Leży w paśmie górskim Albis, nad Jeziorem Zuryskim oraz rzekami Limmat oraz wpadającą do niej rzeką Sihl; największe miasto i główny ośrodek gospodarczy kraju. Zurych jest największym kompleksem urbanistycznym Szwajcarii.

## Historia
Założenie w 1877 roku zuryskiej giełdy wyznaczyło początek ponad stuletniego okresu, w którym Zurych odgrywał doniosłą rolę finansowej stolicy kraju. Jednak dzieje miasta sięgają niepamiętnych czasów – już w epoce neolitycznej pierwotni mieszkańcy tej ziemi budowali na brzegu Jeziora Zuryskiego osady na palach, a 2000 lat temu na szczycie wzgórza nad rzeką Limmat, Rzymianie założyli posterunek celny zwany Turicum. Miejsce to, noszące dziś nazwę Lindenhof, stanowi geograficzny środek miasta. Potem musiało upłynąć dziesięć wieków, zanim Zurych zyskał prawa miejskie, wzrósł w siłę i sławę jako centrum wyrobu tkanin jedwabnych, wełnianych i lnianych. Po wstąpieniu do Konfederacji w 1351 roku arystokracja i wpływowi kupcy Zurychu zgodzili się dzielić władzę z przedstawicielami gildii rzemieślniczych. Dziś wielusetletnie siedziby gildii nadal zajmują poczesne miejsce wśród skarbów architektury zuryskiej starówki.
Silne gospodarczo i politycznie miasto w XVI wieku zaczęło rozwijać się intelektualnie, do czego wydatnie przyczynił się kaznodzieja Huldrych Zwingli, głoszący nauki reformacji, którego działalność zainicjowała tzw. afera kiełbaskowa. Przez parę kolejnych wieków Zurych jako ośrodek liberalnej myśli przyciągał wiele osobistości takich jak Johann Wolfgang von Goethe, Richard Wagner, Thomas Mann, Albert Einstein, James Joyce, Lenin i Trocki. Właśnie z Zurychu w 1917 roku Lenin i jego towarzysze odjechali słynnym „zapieczętowanym pociągiem” przez Niemcy do pogrążonego w chaosie Piotrogrodu.
Podczas I wojny światowej w klubie Cabaret Voltaire przy ulicy Spiegelgasse narodził się dadaizm. Dziś miasto szczyci się posiadaniem ponad 50 galerii i biur wystaw wszelkiego rodzaju sztuki. Uniwersytet Zuryski – największy w Szwajcarii – oraz uważana za jedną z najlepszych uczelni technicznych świata słynna Politechnika Federalna (ETH Zürich) nadają miastu intelektualny charakter.

## Demografia
W Zurychu mieszka 427 721 osób. W 2021 roku 33% populacji gminy stanowiły osoby urodzone poza Szwajcarią.

## Transport

### Samochodowy
Funkcję autostradowej obwodnicy miasta pełnią autostrady A1, A3 i A4, natomiast wewnętrzny pierścień obwodnicy miejskiej stanowią drogi główne nr 1, nr 3, nr 4 i nr 17.

### Kolejowy
W mieście znajdują się m.in. następujące dworce:
- Zürich Hauptbahnhof
- Zürich Hardbrücke
- Zürich Altstetten
- Zürich Wipkingen
- Wiedikon Bahnhof

### Lotniczy
13 km na północ od Zurychu znajduje się port lotniczy Zurych-Kloten.

## Kultura
- w trzeci poniedziałek kwietnia w Zurychu podczas święta wiosny Sechseläuten(inne języki) odbywa się parada cechów rzemieślniczych. Pochód przechodzi od Bahnhofstrasse i Limmatquai do Sechseläutenplatz i o godzinie 18.00 wieńczony jest spaleniem słomianej figury Böögga, co symbolizować ma wypędzenie zimy
- w połowie sierpnia Zurych jest gospodarzem festiwalu muzyki techno, której fani przybywają tu tysiącami, aby wziąć udział w paradzie ulicznej Street Parade i innych rozrywkach miasta, m.in. w ogólnej zabawie na stadionie Letzigrund Stadion. Szalone gigantyczne imprezy i parada mają demonstrować i symbolizować szczodrość, miłość, wolność i tolerancję
- pod koniec lata (sierpień i wrzesień) odbywa się spokojniejszy i bardziej nobliwy Zürcher Theater Spektakel(inne języki), w ramach którego występuje wiele znanych zespołów teatralnych
- w sezonie letnim do dyspozycji kąpiących się jest ponad 30 kąpielisk nad rzekami i jeziorem oraz niemal 20 odkrytych basenów. Wśród takich obiektów jest Frauenbad am Stadthausquai(inne języki) – najstarszy w mieście „dom kąpieli dla kobiet” z 1837 r., do którego mężczyźni mają wstęp wzbroniony[7].

### Zabytki
- ratusz z XVII wieku
- kościół Reformowany Fraumünster
- kościół św. Piotra (St. Peter)
- romański kościół Grossmünster
- kościół na wyspie Wasserkirche
- Zunfthaus zur Meisen, budynek z 1757 r.
- Zunfthaus zum Rüden, budynek z XIV w.
- Zunfthaus zur Saffran, centrum kongresowe
- Zunfthaus zur Zimmerleuten
- Zunfthaus zur Waag, budynek z 1637 r.

### Muzea
W Zurychu znajduje się ponad 50 muzeów i przeszło 100 galerii, w tym:
- Landesmuseum Zürich(inne języki)
- Kunsthaus Zürich (Dom Sztuki)
- Fundacja E.G. Bührlego

### Media
Lokalna stacja telewizyjna to TeleZüri.

## Sport
W 2014 r. miasto było gospodarzem Mistrzostw Europy w Lekkoatletyce. Corocznie w sierpniu odbywają się tutaj zawody lekkoatletyczne Weltklasse Zürich, znajdujące się w kalendarzu Diamentowej Ligi IAAF. W Zurychu mieści się siedziba FIFA, co rok odbywa się tutaj gala na której wybierany jest Piłkarz Roku FIFA. W latach 2013–2015 odbyły się tutaj klubowe mistrzostwa świata w piłce siatkowej kobiet.
Kluby sportowe:
- FC Zürich – klub piłkarski
- Grasshopper Club Zürich – klub piłkarski
- ZSC Lions – klub hokejowy

## Osoby

### urodzone w Zurychu
- Evelyn (ur. 1980) – piosenkarka muzyki pop i dance
- Joseph Benz (ur. 1944, zm. 2021) – bobsleista
- Mike Candys (ur. 1971) – DJ i producent muzyczny
- Leo Lipski (ur. 1917, zm. 1997) – pisarz
- Kazimierz Sikorski (ur. 1895, zm. 1986) – polski kompozytor i teoretyk muzyki

### związane z miastem
- Otto Busse (ur. 1867, zm. 1922) – patolog, zmarł tutaj

## Współpraca
Miejscowości partnerskie:
- Kunming, Chiny
- San Francisco, Stany Zjednoczone